# Cophixalus pulchellus
Cophixalus pulchellus là một loài ếch trong họ Nhái bầu. Chúng là loài đặc hữu của Papua New Guinea.
Các môi trường sống tự nhiên của chúng là các khu rừng ẩm ướt đất thấp nhiệt đới hoặc cận nhiệt đới và các khu rừng vùng núi ẩm nhiệt đới hoặc cận nhiệt đới. Loài chỉ gặp ở vùng núi Hunstein, Papua New Guinea, ở độ cao 1.000m trên mực nước biển. 
Nó được IUCN xếp vào danh sách đỏ do nó được phát hiện gần đây, và có rất ít thông tin về sự xuất hiện của chúng, tình trạng, và yêu cầu môi trường sinh thái. Hiện trang của nó được xếp năm 2004.